# 아에로케리비안 883편 추락 사고
아에로케리비안 883편은 아이티 포르토프랭스에서 산티아고데쿠바를 경유해 쿠바 아바나로 향하던 국제선 항로이다. 2010년 11월 4일 운항 중이던 ATR 72-212가 상크티스피리투스 주에 추락해, 승무원 7명을 포함해 68명 전원이 사망했다.
카리비안 883편은 현지 시각 약 16시 50분에 이륙했는데, 당시 허리케인 토마스가 접근하고 있었기 때문에, 산티아고데쿠바에서 출발하는 마지막 비행기였다. 이어 17시 42분에 비상 신호를 보내고 상크티스피리투스 주 구아시말 지역에 추락했다. 이 사고는 쿠바에서 발생한 3번째로 인명 피해가 큰 사고이다. 해당 항공기는 아에로케리비안에서 2006년 10월부터 사용했다.